# Phare de Shinagawa
Le phare de Shinagawa se trouve à Shinagawa (品川第二砲台), au sud de Tokyo au Japon.
Ce phare est le troisième des quatre construits par l'ingénieur français Léonce Verny. Il a depuis été déplacé à Meiji Mura près de Nagoya. 
Les phares ultérieurs sont construits par l'ingénieur écossais Richard Henry Brunton, jusqu'à ce que ces constructions soient assurées par les Japonais à partir de 1880.